# Onthophagus cupreopastillatus
Onthophagus cupreopastillatus là một loài bọ cánh cứng trong họ Bọ hung (Scarabaeidae).